# Province de Phú Yên
Phú Yên est une province de la région de la côte centrale du Sud du Viêt Nam. Sa capitale est Tuy Hòa.

## Administration
La Province de Phú Yên est composée de la ville de Tuy Hòa et des districts suivants:
- Đồng Xuân
- Sông Cầu Town
- Tuy An
- Sơn Hòa
- Phú Hòa
- Tây Hòa
- Đông Hòa
- Sông Hinh